# José Miguel Rodríguez Espinosa
José Miguel Rodríguez Espinosa est un astronome espagnol travaillant en particulier dans le domaine des galaxies actives, de la formation des étoiles et de l'univers à haut redshift ainsi qu'en instrumentation. Il est, du 1er septembre 2019 à 2021, le secrétaire général assistant de l'Union astronomique internationale, en remplacement de Ian Robson, qui avait dû quitter son poste pour raisons personnelles avant la fin du triennat 2018-2021. Il est le secrétaire général de l'Union pour le triennat 2021-2024, mais est contraint de démissionner en octobre 2023 en raison de circonstances personnelles imprévues.